# Euphemios (Patriarch)
Euphemios († 515 in Ankyra) war von 490 bis 495 Patriarch von Konstantinopel. In der Zeit seines Episkopates dauerte das akakianische Schisma an.

## Wirken als Patriarch
Sogleich nach seinem Amtsantritt erkannte Euphemios die Beschlüsse des Konzils von Chalcedon an, setzte den von seinem Vorgänger gestrichenen Namen des Papstes wieder auf die Diptychen und kündigte Petros III. Mongos die Kirchengemeinschaft auf. Dieser starb in demselben Jahr 490, in dem Euphemios als Patriarch inthronisiert wurde. Euphemios war bestrebt, die kirchliche Einheit mit dem Papst wiederherzustellen, doch weigerte er sich, die Namen seiner beiden Vorgänger Akakios und Fravitas von den Diptychen zu streichen, wo sie weiterhin unter den Namen der verstorbenen Frommen auftauchten. Der Papst bestand jedoch darauf, dass für Häretiker und Förderer der Häresie nicht öffentlich in der Heiligen Liturgie gebetet würde. Aus diesem Grunde kam die von Euphemios angestrebte Versöhnung während seines Episkopats nicht zustande; sowohl Felix II. als auch Gelasius I. wiesen Euphemios' Angebote zurück.

## Späteres Leben
Euphemios fiel bei Kaiser Anastasios I. in Ungnade und wurde beschuldigt, Hochverrat begangen zu haben, während der Kaiser während der Isaurier bekämpfte. Nach einem missglückten Mordanschlag wurde Euphemios vom Kaiser abgesetzt und nach Ankyra in Galatien, dem heutigen Ankara, verbannt, wo er 515 starb. Bis zu seinem Tode erkannten ihn die Patriarchen Elias von Jerusalem und Flavianus II. von Antiochia als rechtmäßigen Patriarchen von Konstantinopel an.